# Eleições estaduais em Alagoas em 1955
As eleições estaduais em Alagoas em 1955 aconteceram em 3 de outubro como parte das eleições gerais em nove estados cujos governadores exerciam um mandato de cinco anos.
Advogado formado pela Universidade Federal de Alagoas, o também jornalista Muniz Falcão é pernambucano de Ouricuri e viveu por algum tempo em Crato, Ceará. Delegado regional do trabalho em Alagoas, Sergipe e Bahia, foi eleito deputado federal pelo PST em 1950 e após ingressar no PSP foi reeleito em 1954. Eleito governador para um mandato de cinco anos em 1955, vivenciou os enfrentamentos entre seus partidários e a oposição. Em 13 de setembro de 1957 foi marcada a votação de seu pedido de impeachment e dias depois o poder foi entregue ao vice-governador Sizenando Nabuco, entretanto o Supremo Tribunal Federal reintegrou o governador afastado em 24 de janeiro de 1958.
Nascido na cidade de Passo de Camaragibe, o advogado Sizenando Nabuco é formado pela Universidade Federal de Pernambuco. Promotor de justiça em Maragogi, São Miguel dos Campos e Maceió, além de juiz auxiliar em Pilar, foi inspetor de ensino de Alagoas e diretor do Montepio dos Servidores do Estado. Prefeito interino de Maceió em setembro de 1933, foi secretário-geral da interventoria federal, delegado de polícia lotado no Departamento de Ordem Política e Social na capital alagoana, foi provedor da Santa Casa de Misericórdia e aposentou-se como procurador do Instituto de Previdência e Assistência dos Servidores do Estado (IPASE). Filiado ao PTB, elegeu-se deputado estadual em 1947 sendo reeleito em 1950 e 1954. Sua carreira política terminou após cumprir o mandato de vice-governador de Alagoas para o qual fora eleito via PSP em 1955.

## Resultado da eleição para governador
Em relação à disputa pelo governo estadual os arquivos do Tribunal Superior Eleitoral informam o comparecimento de 106.984 eleitores, dos quais 102.754 foram votos nominais ou votos válidos. Foram apurados também 1.927 votos em branco (1,80%) 2.303 votos nulos (2,15%).
| Candidatos a governador do estado | Candidatos a vice-governador | Número | Coligação           | Votação | Percentual |
| --------------------------------- | ---------------------------- | ------ | ------------------- | ------- | ---------- |
| Muniz Falcão PSP                  | Ver abaixo -                 | -      | PSP (sem coligação) | 53.085  | 51,66%     |
| Afrânio Lages UDN                 | Ver abaixo -                 | -      | UDN (sem coligação) | 49.669  | 48,34%     |

## Resultado da eleição para vice-governador
Em relação à disputa para vice-governador os arquivos do Tribunal Superior Eleitoral informam o comparecimento de 106.984 eleitores, dos quais 100.607 foram votos nominais ou votos válidos. Foram apurados também 3.840 votos em branco (3,59%) 2.537 votos nulos (2,37%).
| Candidatos a governador do estado | Candidatos a vice-governador | Número | Coligação           | Votação | Percentual |
| --------------------------------- | ---------------------------- | ------ | ------------------- | ------- | ---------- |
| Ver acima -                       | Sizenando Nabuco PSP         | -      | PSP (sem coligação) | 50.865  | 50,56%     |
| Ver acima -                       | Antônio Mafra UDN            | -      | UDN (sem coligação) | 49.742  | 49,44%     |